# Спикер (филм)
Спикер: Легенда о Рону Бургундију (енгл. Anchorman: The Legend of Ron Burgundy), или само Спикер, америчка је сатирична комедија из 2004. године, режисера Адама Макаја у свом редитељском дебију, док главне улоге тумаче Вил Ферел, Кристина Еплгејт, Пол Рад, Стив Карел, Дејвид Кекнер и Фред Вилард. Као прво остварење у истоименом серијалу, филм представља ироничан поглед на културу 1970-их, посебно на нови формат Акционих вести. Радња прати телевизијску станицу у Сан Дијегу где се Ферелов насловни лик сукобљава са својом новом женском колегиницом.
Филм је зарадио 28,4 милиона долара током првог викенда, а 90,6 милиона долара широм света у укупном биоскопском приказивању. Наишао је на генерално позитивне критике критичара по објављивању, а данас се сматра једним од најбољих филмских комедија 2000-их. Смештен је на 100. место листе 100 најсмешнијих филмова мреже Bravo, на 6. место 100 најбољих комедија свих времена часописа Time Out и 113. место листе 500 најбољих филмова свих времена часописа Empire. Пратећи филм састављен од избрисаних сцена и напуштених подзаплета, под називом Пробуди се, Роне Бургунди: Изгубљени филм, објављен је директно на ДВД-у крајем 2004. године. Наставак, Спикер 2: Легенда се наставља, премијерно је приказан 2013. године.

## Радња
Рон Бургунди је познати спикер локалне телевизијске станице у Сан Дијегу, измишљеног канала KVWN 4. Он ради заједно са својим пријатељима, које је познавао од детињства, у информативном тиму: главним репортером Брајаном Фантаном, спортским водитељом Шампом Кајндом и метеорологом Бриком Тамландом. Директор станице Ед Харкен обавештава тим да су задржали свој дугогодишњи статус најбоље оцењеног информативног програма у Сан Дијегу, што их је навело на дивљу журку, на којој Бургунди неуспешно покушава да шармира прелепу плавушу, Веронику Корнингстон. Харкен касније обавештава тим да су били приморани да ангажују Корнингстонову. После низа неуспешних покушаја тима да је заведу, она коначно попушта и пристаје на „професионални обилазак” града са Роном, који кулминира њиховом сексуалном везом. Упркос томе што је пристала да везу одржи дискретном, Бургунди је најављује у етру.
Након што се свађа са мотоциклистом заврши тако што је Бургундијев пас Бакстер избачен са моста Сан Дијего–Коронадо, Бургунди касни на посао. Корнингстонова га замењује у етру, добијајући веће оцене него што Бургунди обично добија, а пар се растаје када Бургунди почне да жали због њеног успеха. Корнингстонова је промовисана у ко-спикерку, на гађење тима. Ко-водитељи постају жестоки ривали ван етра, док одржавају лажну срдачност у етру. Депресиван, тим (осим Корнингстонове) одлучује да купи нова одела, али Тамланд, који је предњачио, губи их у сеновитом делу града. Суочен са главним конкурентом Весом Мантутом и његовим новинарским тимом, Бургунди их изазива на борбу. Када се неколико других новинарских тимова окупи на лицу места, долази до тоталне борбе, само да би је прекинуле полицијске сирене које су их натерале да побегну. Схвативши да им ко-спикерка нарушава репутацију, Бургунди улази у још једну жестоку свађу са Вероником и они се физички обрачунавају након што му она увреди фризуру.
Након што је један од њених сарадника обавести да ће Бургунди прочитати све што је написано на телепромптеру, Корнингстонова се ушуња у станицу и из освете мења текст. Следећег дана, Бургунди (несвестан шта говори) завршава емитовање са „Јеби се, Сан Дијего!”, уместо своје уобичајене фразе, „Остани елегантан, Сан Дијего!”, изазивајући бесну гомилу испред студија и подстакавши Харкена да га отпусти. Схвативши да је отишла предалеко, Корнингстонова покушава да се извини, али Бургунди љутито одбацује њено извињење. Бургунди ускоро постаје незапослен, без пријатеља и јако антагонизован од стране јавности, постаје депресиван и почиње да занемарује своје дужности док Вероника ужива славу, иако њени мушки сарадници нерадо раде са њом. Харкен каже Кајнду, Тамланду и Фантани да им није дозвољено да разговарају са Роном нити да раде било шта са њим, иначе ће и они бити отпуштени.
Три месеца касније, када се панда спрема да се породи, свака новинарска екипа у Сан Дијегу жури у зоолошки врт да покрије причу. У покушају да је саботира, ривалски водитељ вести гура Корнингстонову у ограђени простор за кодијачке медведе. Када Ед не може да лоцира Веронику, регрутује и поново ангажује Бургундија. Једном у зоолошком врту, Бургунди, чији је лични морал враћен, ускаче у тор за медведа да спасе Веронику, док јавност беспомоћно посматра. Новински тим тада ускаче да спасе Рона и Веронику. Баш када се медвед спрема да нападне, Бакстер, који је неким чудом преживео, интервенише и охрабрује медведа да их поштеди. Док се група пење из јаме, Вес се појављује и хвата мердевине изнад јаме за медведе, претећи да ће Рона вратити унутра, и каже да га је дубоко у себи одувек мрзео, али потом признаје Рону да га такође поштује и повлачи их назад на сигурно.
Након помирења Бургундија и Корнингстонове, показало се да у годинама које долазе Фантана постаје водитељ Фоксовог ријалити шоуа под називом Острво сношаја, Тамланд је ожењен, има једанаесторо деце и главни је политички саветник Џорџа В. Буша, Кајнд је био коментатор за НФЛ пре него што је добио отказ након што га је Тери Бредшо оптужио за сексуално узнемиравање, а Бургунди и Корнингстонова су ко-спикери Светског центра за вести у стилу CNN-а.

## Улоге
| Глумац           | Улога                |
| ---------------- | -------------------- |
| Вил Ферел        | Рон Бургунди         |
| Кристина Еплгејт | Вероника Корнингстон |
| Пол Рад          | Брајан Фантана       |
| Стив Карел       | Брик Тамланд         |
| Дејвид Кохнер    | Шампион „Шамп” Кајнд |
| Крис Парнел      | Гарт Холидеј         |
| Кетрин Хан       | Хелен                |
| Фред Армисен     | Тино                 |
| Фред Вилард      | Едвард „Ед” Харкен   |
| Винс Вон         | Вес Мантут           |
| Џери Мајнор      | Тинов басиста        |
| Лора Кајтлингер  | Дона                 |
| Дани Трехо       | конобар              |
| Џек Блек         | мотоциклиста         |
| Адам Макај       | домар                |
| Тим Робинс       | спикер јавних вести  |
| Лук Вилсон       | Френк Витчард        |
| Бен Стилер       | Артуро Мендез        |
| Миси Пајл        | чуварка у зоо-врту   |
| Сет Роген        | Скоти                |
| Бил Кертис       | наратор              |